# مگس سفید
مگس سفید یا سفیدبالک حشراتی در خانوادهٔ سفیدبالکان (Aleyrodidae) هستند. بیش از ۱۵۵۰ گونه از این خانواده توصیف شده است. سفیدبالک‌ها از آفات مهم و پلی‌فاژ برای طیف وسیعی از محصولات کشاورزی مهم در بسیاری از نقاط جهان به ویژه در مناطق گرمسیری هستند. سفیدبالک‌ها در مناطق گرمسیری و نیمه‌گرمسیری و به ویژه در شرایط گلخانه‌ای بر روی گیاهان زینتی و محصولات گلخانه‌ای در جمعیت‌های خیلی بالا دیده می‌شوند.

## ویژگی‌ها
اندازهٔ سفیدبالک‌ها کوچک و سطح بدن و بال‌های آن‌ها به‌وسیلهٔ پودری سفید رنگ پوشیده شده است. در ظاهر این حشرات همانندی زیادی به یک پروانهٔ کوچک دارند، اما در مقیاس کوچک‌تر، حشرات کامل این خانواده فعال بوده و می‌توانند آزادانه به اطراف پرواز کنند و عموماً در زیر برگ گیاهان و در حال تغذیه از شیرهٔ گیاهان مشاهده می‌شوند.
از نظر دگردیسی، حشرات این خانواده با سایر خانواده‌های راستهٔ نیم‌بالان به جز شپشک‌های نر تفاوت دارند. در این حشرات، پورهٔ سن اول فعال است ولی پوره‌های سنین دو، سه و چهار در روی گیاهان ثابت هستند و همانند شپشک‌ها به نظر می‌رسند.
پوره‌ها با حشرات کامل از شیرهٔ گیاهان تغذیه می‌کنند و همانند شته‌ها ناقل بیماری‌های ویروسی مختلف هستند. در سفیدبالک‌ها بخشی از رشد بال خارجی و بخشی دیگر از رشد داخلی است که به آن دگردیسی بینابین گویند.
این حشرات همانند شته‌ها تولید مقادیر زیادی عسلک می‌کنند که این عسلک در گیاهان باعث جذب گرد و خاک و مخصوصاً رشد قارچ‌های گَندروی می‌گردد. این عامل سبب کاهش مشتری محصولات گیاهان زینتی و گیاهان گلخانه‌ای در بازار می‌شود.
سفیدبالک‌ها همانند شته‌ها از توانایی بسیار بالایی در تولید مثل برخوردارند و جمعیت خود را در مدت زمان کوتاهی بسیار افزایش می‌دهند.

## انتقال بیماری‌های ویروسی
مگس سفید دارای زیرگونه‌های متعددی هستند که بیوتایپ B آن زیرگونه موجود در ایران است. این بیوتایپ یکی از خطرناک‌ترین و مقاوم‌ترین زیرگونه‌های مگس سفید است که سبب بروز آسیب‌های جدی به محصولات کشاورزی و خسارت‌هایی به آن می‌شود. این نوع حشرات می‌توانند آسیب‌هایی را بروی محصولات کشاورزی ازجمله گوجه‌فرنگی گذاشته و موجب شده است که اندک هوای پاک محیط شهری که توسط درختان تأمین می‌شود نیز به خطر بیفتد.
همچنین برخی مطالعات بر روی این حشرات نشان داده است که این جانداران می‌توانند آسیب‌های جدی بر روی افراد گذاشته و به علت انتقال بیماری و ویروس باعث ایجاد مشکلاتی برای بیماران خاص شود.
با توجه به کوچک بودن مگس سفید و اینکه قابلیت ورود به دستگاه تنفسی را از طریق حفرات بینی و دهان دارد، این حشره می‌تواند سبب بروز التهاب و عفونت در دستگاه تنفسی فوقانی شده و زمینه را برای بروز عفونت‌های فرصت‌طلب قارچی و باکتریایی فراهم کند. افرادی که ساعت‌های طولانی در روز در محیط خارج از خانه حضور دارند یا افراد مستعد به ابتلا به بیماری‌های ریوی و عفونی، کودکان و افراد سالمند باید از ماسک‌های پارچه‌ای یا فیلتردار استفاده کنند.
بیشترین توصیه برای مقابله و مراقبت در زمینهٔ آسیب‌های مگس سفید مربوط به دستگاه تنفسی فوقانی است.
این حشره با ورود به مجاری تنفسی می‌تواند باعث تحریک مخاط و تظاهرات آلرژیک ازجمله عطسه و سرفه شده و همچنین آبریزش بینی را خصوصاً در کودکان، افراد مسن و بیماران مبتلا به بیماری‌های زمینه‌ای تنفسی و آلرژیک مانند آسم، بیماری انسدادی تنفسی مزمن (COPD) و… سبب شود. همچنین مگس سفید در زمینهٔ انتقال آلودگی نیز می‌تواند تأثیرگذار باشد. این موضوع دربارهٔ افرادی که دارای نقص دستگاه ایمنی از قبیل بیماران دریافت‌کنندهٔ پیوند، بیماران مبتلا به سرطان، یا آن‌هایی که از داروهای سرکوب‌کنندهٔ دستگاه ایمنی استفاده می‌کنند، از اهمیت بیشتری نیز برخوردار است.
توصیه می‌شود که در صورت ورود مگس سفید به چشم‌ها به‌سرعت چشم‌ها در معرض جریان آب قرار گرفته تا حشره و آلودگی‌ها خارج‌شده و در صورت ورود این حشره به مجاری بینی نیز می‌توان با شستشو با آب آن را خارج کرد. تداوم حضور مگس‌های سفید می‌تواند موجب فاجعهٔ زیست‌محیطی و بهداشتی برای شهروندان در محیط شهری شود.

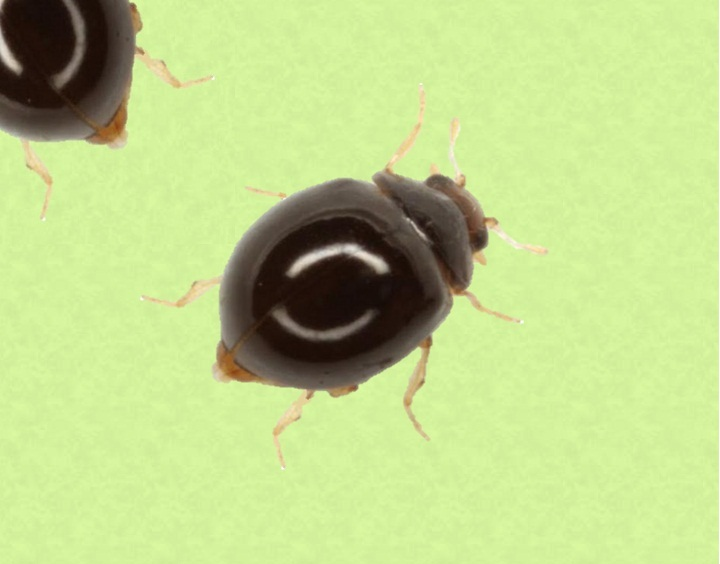
کفشدوزک سیاه

## دشمنان طبیعی
در برنامه‌های مبارزهٔ بیولوژیک با آفت‌ها می‌توان از گونه‌های مختلف کفشدوزک‌ها و به‌ویژه «کفشدوزک هفت‌خال» استفاده کرد. این گروه از حشرات به دلایل بسیاری از اهمیت برخوردار بوده و توانایی کنترل جمعیت شته‌ها و انواع مختلف آفت‌ها را در فواصل زمانی اندکی دارند.
از جمله مهم‌ترین دشمنان طبیعی مگس سفید می‌توان زنبور Encarsia formosa، کفشدوزک سیاه (Delphastus pusillus) و شبگزهای گل (Anthocoridae) را نام برد.
زنبور فورموسا روی پوره‌های مگس سفید تخمگذاری می‌کند و زمانی که لارو زنبور فورموسا از تخم خارج می‌شود داخل پوره‌های مگس سفید شده و از آن‌ها تغذیه می‌کند و سپس به صورت زنبور بالغ خارج می‌شود.
کفشدوزک سیاه و شبگزهای گل نیز به صورت مستقیم از پوره‌هایی مگس سفید تغذیه می‌کنند.

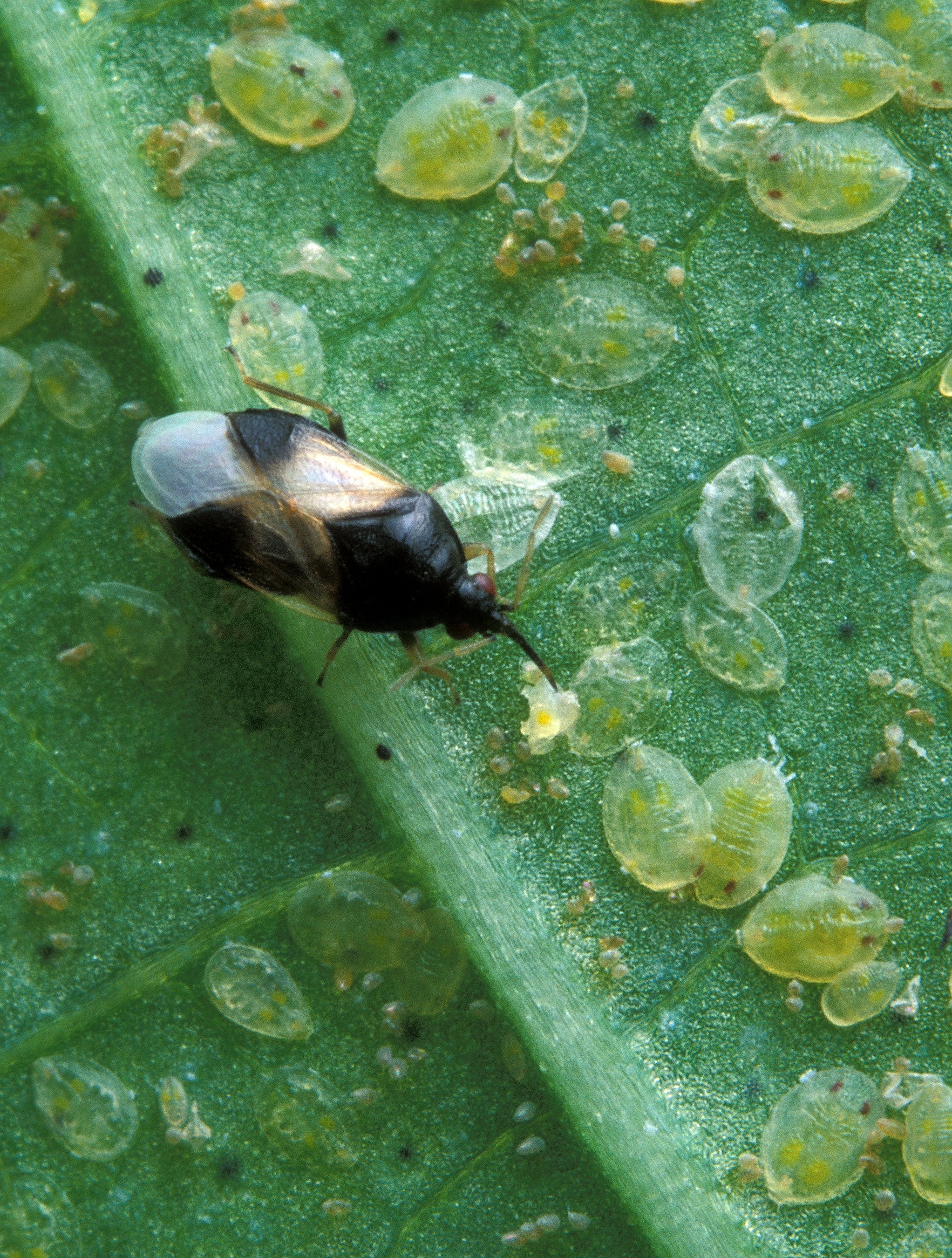
تغذیهٔ شبگزهای گل از پورهٔ مگس سفید

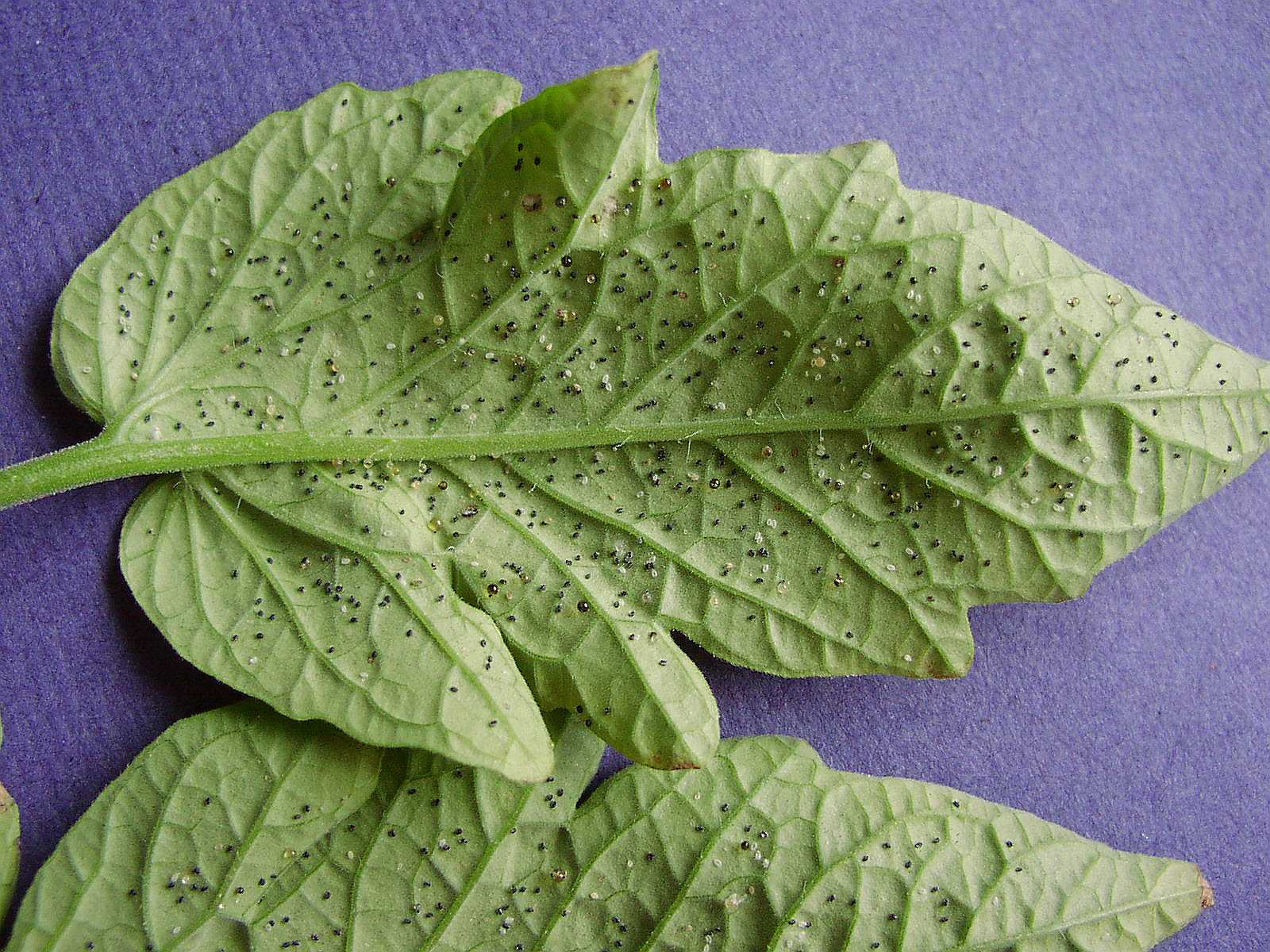
پارازیته شدن پوره‌های مگس سفید توسط لارو زنبور فورموسا روی برگ گوجه‌فرنگی

## طغیان در محیط شهری
از دلایل مهم طغیان این حشره در محیط شهری تغییرات اکوسیستم است؛ یعنی حشرات شکارگر از جمله زنبورها (که مگس سفید را شکار می‌کنند) از بین می‌روند، در نتیجه مگس‌های سفید افزایش می‌یابند.

### در ایران
بررسی‌ها نشان می‌دهد افزایش جمعیت مگس سفید با از بین رفتن دشمنان طبیعی این حشره به دلیل سم‌پاشی‌های بی‌رویه و مبارزهٔ شیمیایی با آفات در اطراف شهر تهران و در سطح شهر و برخی مناطق مانند منطقه شش ایجاد شده است.
با وجود ادعای مسئولان بر بی‌خطر بودن این آفت، شهرداری تهران اقدام به مبارزهٔ مکانیکی با آن‌ها کرده و بنابر خبری به‌تاریخ ۲۹ شهریور ۱۳۹۳ رئیس سازمان پارک‌ها و فضای سبز شهرداری تهران در گفتگویی مدعی شد که «دیگر مگس‌ها در سطح شهر نیستند».
بعد از چند سال حضور این حشره در تهران سازمان گیاهپزشکی و سازمان حفاظت محیط زیست نتوانسته‌اند تشخیص بدهند که این حشره از چه گونه‌ای است یا آن را اعلام نکرده‌اند. علیرضا نادری حشره‌شناس سازمان محیط زیست مهر سال ۱۳۹۴ در مصاحبه‌ای گفت که این سفیدبالک از گونه‌های شناسایی نشده است و هنوز نتوانسته‌ایم نوع دقیق آن را شناسایی کنیم. تا مهر سال ۱۳۹۵ هم فقط اعلام شده که این حشره از جنس Aleuroclava هست درحالی‌که از این جنس تاکنون بیش از ۱۲۰ گونه توصیف شده و مشخص نیست این سفیدبالک از کدام گونه است و مشخصات دقیق آن چیست. اما در مشاهدات میدانی کاملاً واضح است که این حشره ارتباط بسیار نزدیکی با درخت توت کاغذی دارد و تجمع آن‌ها روی برگ‌های این درخت کاملاً مشهود است. توت کاکوزا یا توت کاغذی (Broussonetia papyrifera) نوعی درخت بومی شرق آسیاست که چند سال است که شهرداری تهران کشت آن را به صورت وسیع در تهران آغاز کرده است.

#### توصیه‌های مسئولان محیط زیست
مسئولان محیط زیست، با آنکه از بی‌خطر بودن این حشرات برای انسان خبر داده‌اند ولی، از شهروندان خواسته‌اند تا مراقب باشند، مگس‌های سفید در چشم و دهان آن‌ها نرود. در تهران نیز اداره محیط زیست استان تهران در نامه‌ای اخطار داده است تا اقدامات لازم نسبت به شناسایی منبع و راهکارهای کنترل این آفت هر چه سریع‌تر انجام شود،
با افزایش تعداد این حشره در تهران در سال ۱۳۹۴ معاون دفتر پیش‌آگاهی سازمان حفظ نباتات با هشدار در خصوص خطر انفجار جمعیت این مگس در تهران اظهار داشت که اگر با عملیات واکنش سریع در خصوص مقابله با این حشره اقدامی نشود سال آینده با توجه به سرعت تکثیر این آفت شاهد خواهیم بود که بدون ماسک حتی مردم نمی‌توانند در خیابان‌ها تردد و نفس بکشند.